# معهد الخوئي
معهد الخوئي هو معهد فكري ثقافي علمي يعنى بنشر الثقافة والفكر الإسلامي السمح تطبيقاً لمنهج رسول الرحمة محمد صلى الله عليه واله وأهل بيته عليهم السلام؛ كان تأسيسه سنة ١٤١٧هجري ومن اهتماماته الرئيسية إحياء ونشر آثار الإمام الخوئي قدس سره الفكرية والعلمية وغيرها من جميع الجهات.
يعرفُ الكل الإمام الخوئي قدس سره بلقب زعيم الحوزة العلمية وهذا اللقب جاء له من محسن الحكيم قدس سره لأسباب من جملتها أنه أجتمع عند الإمام الخوئي قدس سره الآلاف من العلماء والفضلاء والمجتهدين فقرروا دروسه وألّفوا في ذلك العديد من المؤلفات – بالإضافة إلى ما سجّله قلمه الشريف – التي أصبحت تلك الكتب اليوم مصدراً ومدار البحث العلمي والتدريس في الحوزات العلمية الشيعية حيث لا يستغني عن مراجعتها أحد.
مما فرض على معهد الخوئي أن ينهض بإخراج هذه الآثار العلمية في مسلسلات فقهية وأصولية وتفسيرية – من أبحاث الإمام الخوئي قدس سره التي ألقاها على الفضلاء من طلاب الحوزة العلمية في النجف – بتنسيق فريد ومزايا تليق بهذا المستوى من الآثار العلمية.
وكان شروعه قدس سره بتدريس الفقه من فروع العروة الوثقى للسيد محمد كاظم الطباطبائي اليزدي في ٢٧– ربيع الأول من سنة ١٣٧٧هجري مبتدئاً بكتاب الاجتهاد والتقليد.
كما كان شروعه قدس سره بتدريس علم الأصول في سنة ١٣٥٢هجري.

## موسوعة الإمام الخوئي
يقدم المعهد موسوعة الإمام الخوئي في خمسين مجلداً من أبحاث فقهية وأصولية وتفسيرية ومجموعة من الرسائل العلمية في مجلدات مترابطة وهي كما يلي:
١- التنقيح في شرح العروة الوثقى: تقرير آية الله الشهيد الشيخ ميرزا علي الغروي في مجلد واحد يبحث عن الاجتهاد والتقليد وتسع مجلدات في الطهارة.
٢- المستند في شرح العروة الوثقى: تقرير آية الله الشهيد الشيخ مرتضى البروجردي في عشر مجلدات تبحث عن الصلاة ومجلدان في الصوم ومجلدان في الزكاة ومجلد واحد في الخمس ومجلد واحد في الإجارة.
٣- المعتمد في شرح العروة الوثقى وفي شرح المناسك: تقرير آية الله محمد رضا الموسوي الخلخالي في أربع مجلدات تبحث في الحج.
٤- المباني في شرح العروة الوثقى: تقرير العلامة الشهيد حجة الإسلام والمسلمين محمد تقي الخوئي في مجلدين تبحث في النكاح ومجلد واحد في المضاربة والمساقاة.
٥- الفهارس العامة: في مجلد واحد وهي فهارس شرح العروة الوثقى من إخراج وتحقيق اللجنة العلمية.
٦- مصباح الفقاهة: تقرير آية الله الشيخ ميرزا محمد علي التوحيدي مجلد واحد يبحث في المكاسب المحرمة.
٧- التنقيح في شرح المكاسب: تقرير آية الله الشهيد الشيخ ميرزا علي الغروي في مجلدين يبحث البيع وثلاث مجلدات في الخيارات.
٨- مباني تكملة المنهاج: وهو من تأليف الإمام الخوئي قدس سره يبحث في مجلدين شرح تكملة منهاج الصالحين في القضاء والشهادات والحدود والقصاص والديات.
٩- محاضرات في أصول الفقه: تقرير آية الله الشيخ محمد اسحاق الفياض حفظه الله يبحث في أربع مجلدات مباحث أصول الفقه قسم الألفاظ.
١٠- مصباح الأصول: تقرير آية الله محمد سرور الواعظ البهسودي يبحث في مجلدين مباحث أصول الفقه قسم الحجج والأصول العملية.
١١- مجمع الرسائل: تشتمل على ست رسائل علمية في مواضيع مختلفة وهي كالتالي:
- أ- رسالة في الرضاع: تقرير آية الله الشيخ محمد تقي الإيرواني وآية الله محمد مهدي الموسوي الخلخالي حفظه الله.
- ب- رسالة في الأرث: تقرير العلامة حجة الإسلام والمسلمين الشيخ محمد الجواهري حفظه الله.
- ج- رسالة في الأمر بين الأمرين: تقرير آية الله الشيخ محمد تقي الجعفري يبحث في موضوع كلامي.
- د- رسالة في كليات علم الرجال: تأليف الإمام الخوئي قدس سره.
- و- رسالة في نفحات الإعجاز: تأليف الإمام الخوئي قدس سره.
- ي- رسالة في اللباس المشكوك: تأليف الإمام الخوئي قدس سره.

١٢- البيان في تفسير القرآن: مدخل لعلوم القرآن الكريم وتفسير سورة الفاتحة تأليف الإمام الخوئي قدس سره.
وبهذه تتم موسوعة الإمام الخوئي في خمسين مجلداً.

### مزايا هذه الموسوعة
١- بذل الجهد في تقويم المتن والشرح وضبطه وتصحيحه مع التحفظ والتحرز – مهما أمكن – على حفظ نصوص هذه الكتب وأسلوبها البياني.
٢- تحديد النصوص وجعل العلامات المناسبة لها.
٣- ضبظ وإلحاق تعليقات الإمام الخوئي قدس سره على حاشية العروة الوثقى.
٤- تخريج الآيات القرءانية والأحاديث الشريفة والأقوال والآراء وغيرها وإرجاعها إلى مصادرها الأصلية. وتعيين ما أشير إليه في الكتب من صفحات حول: ( ما تقدم ) و( ما يأتي ) وما أحيل فيه إلى سائر الأبحاث الفقهية والأصولية والرجالية والتفسيرية وغيرها.
٥- تنظيم فهارس عامة لمجلدات شرح العروة الوثقى تشمل أهم موضوعات الكتب ومصادرها وآياتها ورواياتها.
هذا وقد قمنا بتشكيل لجان مختلفة للتحقيق والتنقيح؛ منها اللجنة العلمية ولجنة المقابلة ولجنة استخراج المصادر ولجنة الطباعة ولجنة تقويم النص وغيرها من اللجان؛ وقد شاركنا في هذا المجهود العظيم والكبير عدة من فضلاء ومحققين وأساتذة الحوزة العلمية حيث لا يسعني إلا تقديم الشكر الجزيل والثناء العظيم لهم وأدعوا الله عزوجل أن يحفظهم جميعاً وجزاهم الله خير الجزاء.
أرى من اللازم عليّ أن أخص بالشكر منهم سماحة العلامة حجة الإسلام والمسلمين الشيخ محمد صادق سيبويه حفظه الله حيث كان له الدور والمجهود الكبير في تحقيق وإخراج هذه الموسوعة بهذه الحلة الجديدة فلله دره وعليه أجره.

## نشاطات أخرى للمعهد
١- إعداد وتنظيم الأشرطة الصوتية لبحث الخارج للإمام الخوئي قدس سره لعلم الأصول الدورة السابعة وهي الأخيرة ولجملة من أبواب الفقه.
٢- طبع كتب من جملتها: منهاج الصالحين بجزئيه؛ المسائل الشرعية بجزئيه، مناسك الحج مع بعض الملحقات، المسائل المنتخبة، رثاء القيم إرجوزة في الإمامة، توضيح المسائل؛ استفتاءات والأخيران باللغة الفارسية وكل هذه الكتب من تأليف الإمام الخوئي قدس سره.
كما طبعنا بعض تقارير درسه الشريف لبعض طلابه التي لم نضعها في الموسوعة وهي:
مصابيح الأصول تقرير آية الله الشهيد السيد علاء الدين بحر العلوم؛ في مجلد واحد من مباحث الألفاظ لعلم الأصول.
جواهر الأصول تقرير آية الله الشيخ فخر الدين الزنجاني حفظه الله؛
٣- تأسيس موقع ألكتروني يحتوي على تراث الإمام الخوئي قدس سره العلمي والفكري والإجتماعي والمؤسساتي والسياسي وغيرها حيث بذلنا ما بوسعنا ليحتوي على كل مايتعلق بالإمام الخوئي قدس سره من نشاط؛ ويوجب سهولة الإستفادة من كل هذا التراث الكبير والكم الهائل من الكتب والأشرطة وغيرها.
٤- الإجابة على الأسئلة الشرعية التي تردنا من مقلدي الإمام الخوئي قدس سره من أنحاء العالم بواسطة لجنة شرعية من أساتذة الحوزة العلمية.
٥– المشاركة في المؤتمرات والندوات العلمية والفكرية التي تدعوا إلى الحوار بين الأديان والتقريب بين المذاهب الإسلامية وإشاعة روح التعايش والسلم؛ ترسيخاً لمنهج وفكر مدرسة الإمام الخوئي قدس سره ومدرسة النجف.
٦– تأسيس مركز دراسات وأرشفة حياة الإمام الخوئي قدس سره ونشاطاته وكل ما يتعلق به.

## ذات صلة
- دارالعلم للإمام الخوئي